# Uacaba
Uacaba – wieś w Gwinei Bissau, w regionie Gabú.